# Divji petelin
Divji petelin, tudi veliki petelin (znanstveno ime Tetrao urogallus), je velika kura iz družine poljskih kur (Phasianidae); živi v Evropi in osrednji Aziji, njegov življenjski prostor so zreli gozdovi z veliko podrasti.
Divji petelin je ena od dveh živečih vrst iz rodu Tetrao, ki vključuje tudi manj znanega črnokljunega divjega petelina (Tetrao urogalloides).

## Taksonomija
Divjega petelina je leta 1758 znanstveno opisal švedski naravoslovec Carl Linnaeus v deseti izdaji svojega dela Systema Naturae z njegovim sedanjim dvočlenskim imenom Tetrao urogallus. Linné je kot tipsko lokacijo navedel Evropo, vendar se ta danes omejuje na Švedsko. Ime rodu Tetrao je latinska beseda, ki se je v preteklosti uporabljala tako za ruševca kot za divjega petelina. Vrstni pridevek urogallus je leta 1555 uporabil švicarski naravoslovec Conrad Gessner v svojem delu Historiae animalium.
Njegov najbližji sorodnik je črnokljuni divji petelin, (Tetrao parvirostris), ki gnezdi v macesnovih tajgah vzhodne Rusije ter v delih severne Mongolije in Kitajske.

### Podvrste
Divji petelin ima 8 priznanih podvrst:
- T. u. cantabricus (Castroviejo, 1967) - severozahodna Španija
- T. u. aquitanicus (Ingram, 1915) - Pireneji Španije in Francije
- T. u. crassirostris (CL Brehm, 1831) - od Alp do Estonije
- T. u. rudolfi (Dombrowski, 1912) - od Bolgarije do jugozahodne Ukrajine
- T. u. urogallus (Linnaeus, 1758) - Skandinavija in Škotska
- T. u. karelicus (Lönnberg, 1924) - Finska in Karelija
- T. u. lonnbergi (Snigirevski, 1957) - polotok Kola
- T. u. pleskei (Stegmann, 1926) - Belorusija (Rusija)
- T. u. obsoletus (Snigerewski, 1937) - severni evropski del Rusije
- T. u. volgensis (Buturlin, 1907) - najdena v jugovzhodnem evropskem delu Rusije
- T. u. uralensis (Nazarov, 1886) - najdemo ga na Uralu in v zahodni Sibiriji
- T. u. taczanowskii (Stejneger, 1885) - osrednja Sibirija do gorovja Altaj (severozahodna Mongolija in vzhodni Kazahstan)

Podvrste divjega petelina kažejo naraščajočo količino bele barve na spodnjem delu samcev od zahoda proti vzhodu. V zahodni in srednji Evropi so samci skoraj povsem črni z le nekaj belimi lisami na spodnji strani, medtem ko so v Sibiriji, kjer živi tudi črnokljuni divji petelin, spodnji deli telesa pri samcih skoraj povsem beli. Pri samicah te vrste je manj variacij.

### Hibridi
Divji petelin se občasno križa z ruševcem (ti križanci so znani pod nemškim imenom Rackelhahnin so tesno sorodnim divjim petelinom.

## Opis
Divji petelin je največji med vsemi kurami. Samec meri od 74 do 90 cm v dolžino in doseže do 5 kg teže, samica pa je kot pri ostalih kurah za tretjino manjša, v dolžino meri med 54 in 63 cm. Težka je do 3 kg. Samca je ravno zaradi velikosti nemogoče zamenjati za katero drugo kuro. Ima razmeroma dolg rep, dolg vrat, njegovo perje pa je temno z zelenim pridihom. Zelo opazna je polkrožna bela pika na bazi peruti in živordeča kožna guba (t. i. »roža«) nad očesom, ki izgleda kot obrv. Močan, vidno ukrivljen kljun je bledorumene barve. Pri vzletu je zelo glasen, sicer pa leti s hitrim, enakomernim zamahovanjem kril, ki ga prekinja z jadranjem. Dolg vrat in rep dajeta vtis, kot da so krila razmeroma majhna.
Samico je prav tako težko zamenjati s samicami drugih kur, saj je bistveno večja celo od samice ruševca. Od nje se poleg po velikosti loči tudi po rjavo-oranžnem perju na grlu in zgornjem delu prsi. Po ostalih delih telesa je grahasta, nekoliko bolj blede barve kot samica ruševca, rep pa je daljši in bolj zaokrožen.
Divji petelin je znan predvsem po samčevem dvorjenju. Samci se spomladi zberejo na mestu v gozdu - »rastišču«, kjer pojejo in dvorijo samicam. Značilen napev je sestavljen iz štirih delov, ki ju opisujemo kot klepanje, drobljenje, glavni udarec in brušenje. Znano je, da se med brušenjem ne odziva na dogajanje v okolici, kar so izkoriščali lovci, da so se mu približali na ustrezno razdaljo za strel. Sicer je zelo plašen. Samica po parjenju zgradi skromno gnezdo na tleh in vanj izleže 6 do 10 jajc, iz katerih se po štirih tednih izležejo mladiči. Divji petelin je izrazit rastlinojed, le mladiči za svoj razvoj prvih nekaj tednov potrebujejo hrano z veliko beljakovinami in lovijo žuželke, zlasti gozdne mravlje.

## Življenjski prostor in razširjenost
Življenjski prostor divjega petelina so zreli borealni gozdovi z veliko podrasti. Predvsem pozimi so odvisni od iglic in poganjkov iglavcev, zato jih največkrat najdemo v iglastih gozdovih. Preferira sestoje vrst z veliko jagodičevja in sočnimi poganjki, poleg prevladujoče smreke še jelko, bukev, rdeči bor ali druge listavce. V mladih gozdovih ima zaradi gostega rastja težave z letenjem, zato se takšnih sestojev izogiba. Zaradi teh značilnosti je uporaben kot bioindikator zdravega starega gozdnega ekosistema in visoke stopnje biodiverzitete.
Živi po vsej Evropi vključno z Združenim kraljestvom (razen Irske, kjer je bil iztrebljen) in osrednji Aziji do Kitajske. V Sloveniji je razširjen na višinah med 800 in 1500 m nadmorske višine v alpskem svetu ter gozdnatih planotah na Notranjskem, Ribniškem, Snežniku in v Zasavju. Na teh nadmorskih višinah v Sloveniji prevladuje mešani gozd, zato ga kljub temu da preferira iglaste gozdove največkrat najdemo v tem habitatu.

## Ogroženost in varstvo
Divji petelin ima obsežno območje razširjenosti v Evropi, veliko med 1 in 10 milijonov kvadratnih kilometrov, kjer živi populacija, ki šteje med 1,5 in 2 milijona osebkov. Ogrožen je lokalno, predvsem zaradi izgube ustreznih habitatov in vedno toplejšega podnebja. Ponekod, predvsem v Zahodni in Srednji Evropi je lokalno iztrebljen.
V Sloveniji je bil cenjena lovska trofeja, leta 1984 pa je Lovska zveza Slovenije lov nanj zaprla. Od 1993 je zaščiten po Uredbi o zavarovanih prosto živečih živalskih vrstah. Ogroža ga predvsem izguba habitatov zaradi neprilagojene sečnje in gradnje smučišč, nemir, ki ga povzročajo planinarjenje, nabiralništvo, kolesarjenje, vožnja z motoriziranimi vozili in zimski športi, povečanje števila plenilcev in podnebne spremembe. Ocenjujejo, da na Slovenskem gnezdi le še 300 do 600 parov.
Leta 2021 je bil divji petelin upodobljena na znamki Pošte Slovenije v okviru serije EUROPA - ogrožene divje živalske vrste.